# Il gran lupo chiama
Il gran lupo chiama (Father Goose) è un film commedia di guerra diretto dal regista Ralph Nelson e interpretato da Cary Grant e Leslie Caron.
Il film è basato sul racconto A Place of Dragons di Sanford Barnett.

## Trama
1942. Walter Eckland è un ex professore di storia, ora iroso ubriacone, che ha mollato tutto e scorrazza con il suo motoryacht per l'Oceano Pacifico durante la seconda guerra mondiale. 
Il comando inglese ha necessità di un avvistatore di aerei giapponesi a Matalava, una sperduta isoletta e Frank Houghton, il comandante della guarnigione dove Eckland ha attraccato la sua barca per rifornirsi di carburante, lo ricatta (in nome dei vecchi tempi) e lo costringe ad assumere l'incarico.
Per evitare che Eckland cambi idea e scappi, Houghton gli sperona "accidentalmente" la barca con il suo guardiacoste provocandole una grande falla nello scafo, e poi gli promette, per ogni avvistamento, le indicazioni per ritrovare ciascuna delle bottiglie di whisky nascoste dai suoi marinai in tutta l'isola. A Eckland viene messa a disposizione una capanna con una scorta di viveri e la radio per comunicare con il comando e gli viene assegnato il nome in codice: "Papà Cicogna".
Il tempo trascorre tranquillamente tra un avvistamento e un altro finché a Walter non viene chiesto di salvare un altro avvistatore nella vicina isoletta Bundy. Per eseguire l'incarico, Eckland costringe Houghton a rivelargli i nascondigli di tutte le bottiglie di whisky. Partito di notte con la sua scialuppa a motore, Eckland attracca all'isoletta, ma invece dell'uomo che doveva portare via dall'isola ci trova sette ragazzine e Catherine Freneau, la loro insegnante francese. La donna lo informa che l'avvistatore è stato ucciso in un raid aereo e che loro erano lì in attesa di essere trasferite altrove. Eckland le carica sulla sua barchetta, rischiando di farla affondare e faticosamente le porta a Matalava e inizia così la loro forzata convivenza.
Avvisato Houghton della situazione, dato che a causa della presenza di aerei giapponesi non vi è alcun modo per far evacuare dall'isoletta le studentesse e la loro insegnante in modo sicuro, vengono promesse a Eckland più forniture di viveri e vettovaglie con il lancio notturno di paracaduti. Nel frattempo le esigenze di Freneau si scontrano con la personalità sciatta e rozza di Eckland. Nei giorni che seguono l'uomo si affanna per riparare la falla nella barca riuscendo a poco a poco a conquistarsi la fiducia delle ragazzine. Si prende anche cura della donna, perché morsa alla gamba da quello che credono erroneamente sia un serpente mortale e invece era il ramo di una pianta acquatica spinosa.
L'insegnante viene così a sapere in confidenza da Eckland, il quale crede che questa sia in punto di morte, che egli era stato professore di storia prima di fuggire la civiltà nel Sud Pacifico. Chiarito l'equivoco, (Houghton chiede alla radio: è morta ? e Eckland risponde: no, è morto il serpente!), i due finiscono per innamorarsi e chiedono al cappellano militare della base di sposarli in collegamento radio. Il mitragliamento di un aereo giapponese in ricognizione interrompe la cerimonia, ma tra un passaggio e l'altro dell'aereo i due riescono finalmente a sposarsi, utilizzando come anelli di nozze due cerotti.
Dal momento che la piccola base di avvistamento è stata scoperta dall'aereo nemico, Houghton invia in fretta un sottomarino a raccoglierli, ma una motovedetta giapponese si presenta allo stesso tempo nella rada dell'isoletta. Eckland fa salire allora Freneau e le studentesse sulla scialuppa del suo motoryacht ed egli si mette al timone della sua barca per attirare la motovedetta nemica ed allontanarla dal luogo d'incontro con il sottomarino. Il motoryacht di Eckland viene centrato da una cannonata e affonda, ma Eckland riesce appena in tempo a mettersi in salvo, mentre un siluro del sottomarino affonda la motovedetta giapponese. I naufraghi vengono tutti felicemente salvati.

## Riconoscimenti
- Premio Oscar
  - 1965 - Migliore sceneggiatura originale